# Dysstroma sobria
Dysstroma sobria är en fjärilsart som beskrevs av Louis W. Swett 1917. Dysstroma sobria ingår i släktet Dysstroma och familjen mätare. Inga underarter finns listade i Catalogue of Life.